# Buttero

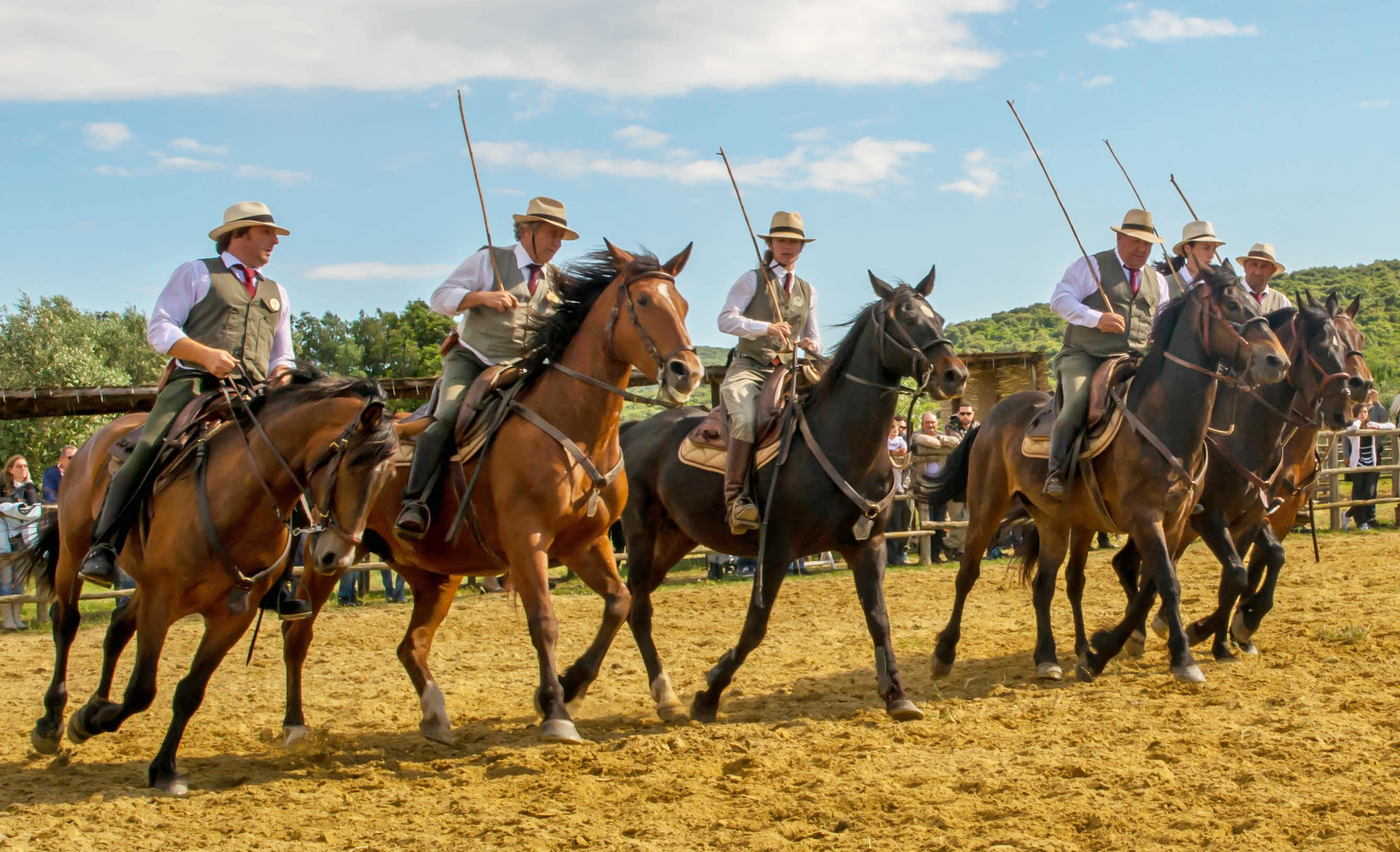
Butteri in der Toskana auf Maremmano (2015)

Buttero ist in Italien die Bezeichnung eines berittenen Viehhirten der Maremma („Meeresland“), der Campagna Romana und der Pontinischen Ebene, Regionen der Toskana und des Latium. Die Maremma wird in die so genannte Bassa Maremma und Alta Maremma unterteilt, also das tief gelegene Küstengebiet und das den Abruzzen vorgelagerte Hügelland. Die Landschaft wird von Pinie, Macchie, Eichen, Zypresse und Hartlaubgewächs dominiert. Die Sommer sind heiß, im Winter kann es ausgiebig regnen.

## Geschichte

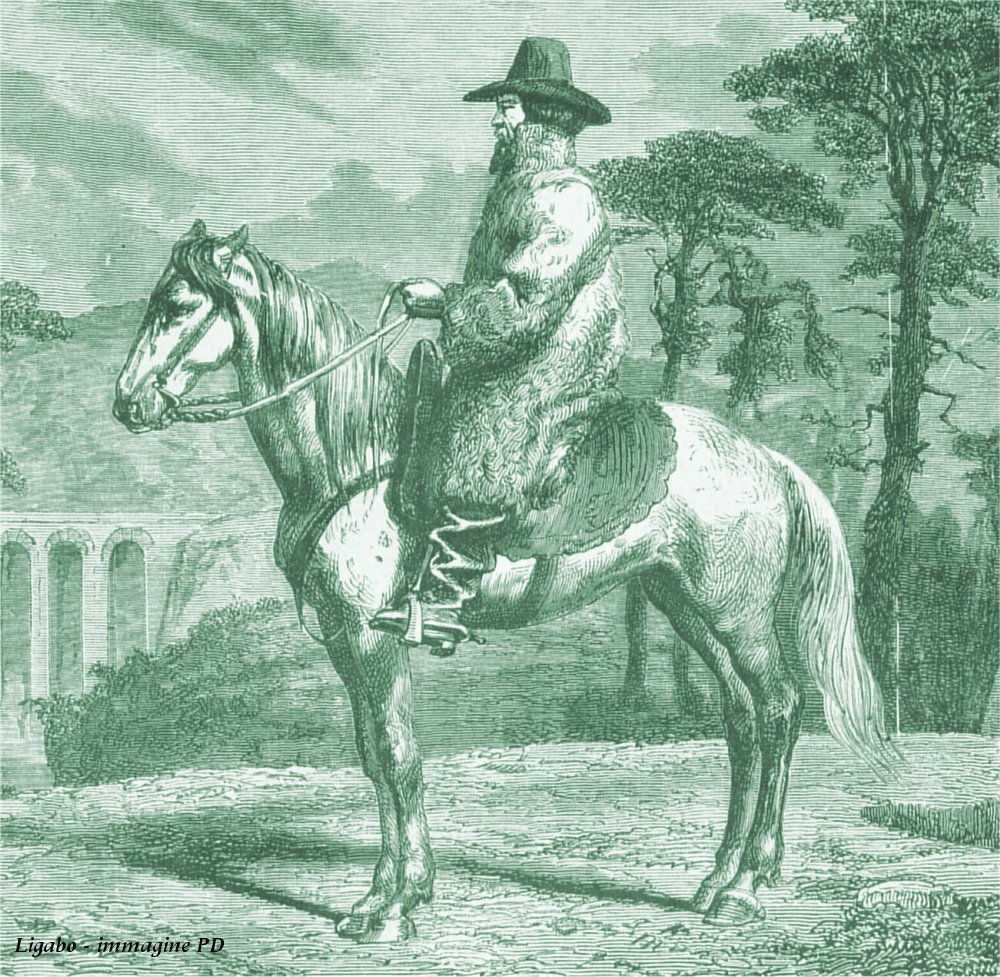
Buttero auf Maremmano Porträt aus dem 19. Jahrhundert

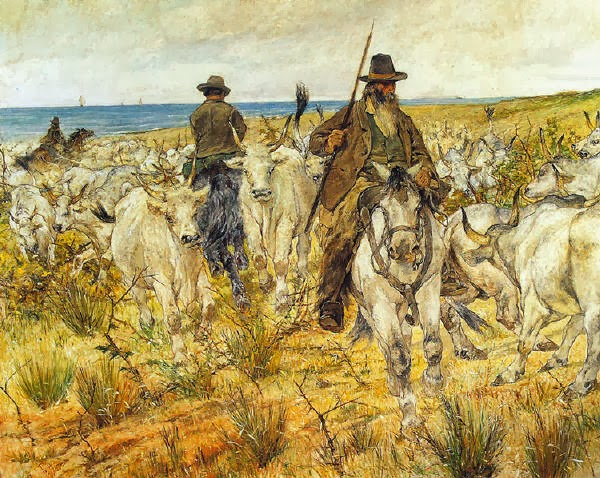
I Butteri, Giovanni Fattori (1893)

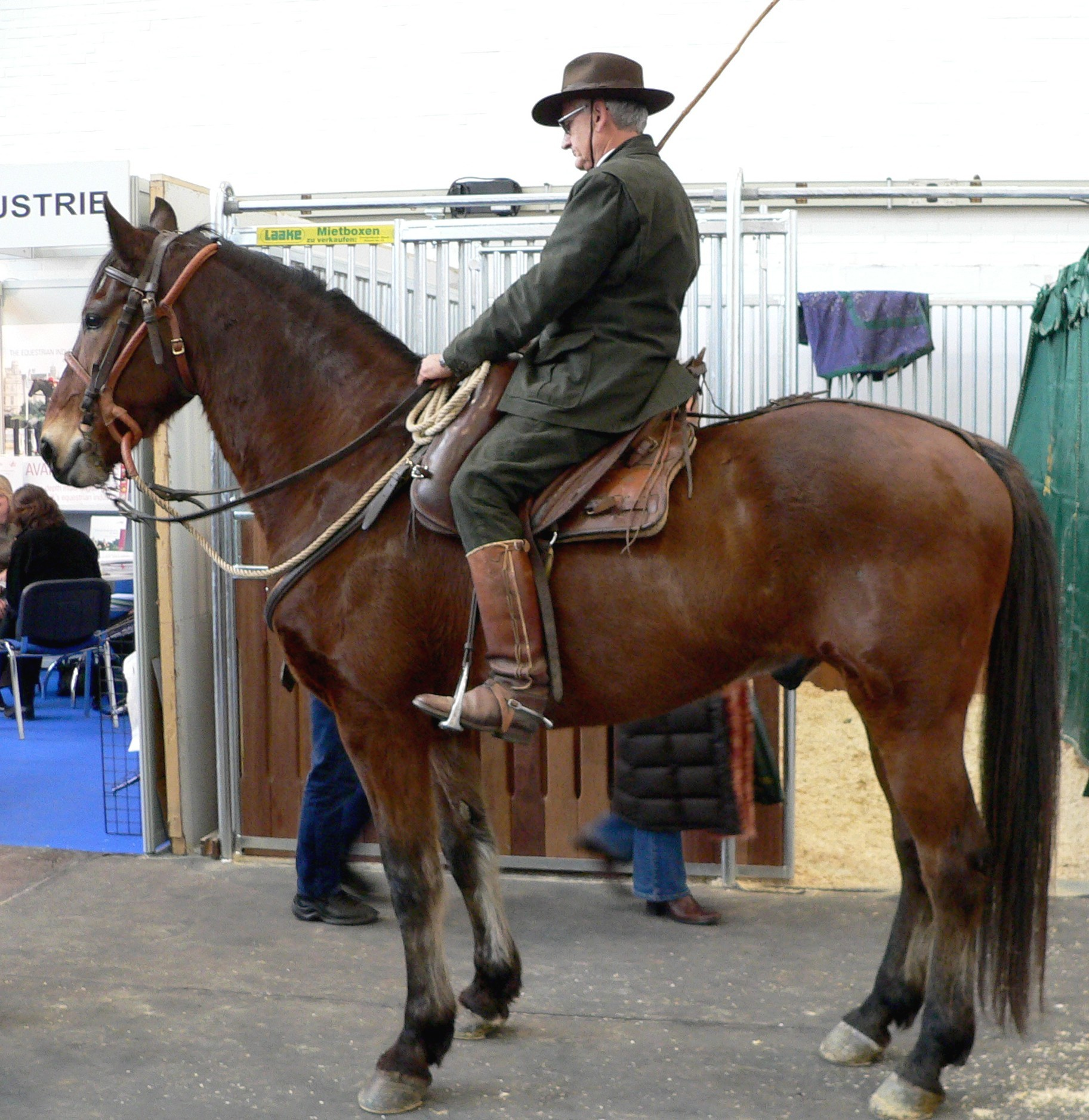
Buttero bei auf der Equitana 2005

Die Aufgaben der Butteri waren es von jeher, die halbwild lebenden Rinderherden zu betreuen, wozu man Pferde verwendet(e). Zuchtwahl (Trennen), Sortieren, Umsetzen, Impfen und Entwurmen, Marken setzen oder Brennen (la marca) und Wundbehandlung waren und sind die Aufgaben, die einen langen Arbeitstag im Sattel bedingen. Die reiterliche Ausbildung erfolgt in der Praxis, der Reitstil wird zwar als „typisch“ bezeichnet, ist jedoch ein recht einfaches Arbeitsreiten, das sich am Zweck orientiert. Dennoch treten Butteri-Gruppen an den italienischen Pferde-Messen (z. B. Fieracavalli Verona) auf und zeigen in Gruppen sowohl praktische Herdenarbeit (meist Fohlentreiben) und einfache Quadrillen sowie Reiterspiele. Man verwendet sowohl ein weiches Sisal-Lasso als auch einen kurzen Treibstock (ca. 1,5 m) mit Haken, um Jungtiere fangen zu können.
Die Kleidung ist recht typisch, besteht mehrheitlich aus geschmackvollen Kordsamt-Anzügen mit Sakko oder Gilet und Breeches, Krawatte und Hut, dazu Leggings und Stiefeletten oder derbe Stiefel. Die vorherrschenden Farben sind Olivgrün, Braun und Beige bzw. Graubraun. Das Benehmen ist durchwegs höflich und korrekt, man ist auf seinen Beruf stolz und zeigt dies. Es gibt übrigens in anderen italienischen Gebieten noch ähnliche Arbeitsreiter, die kaum bekannt sind. Sporen kommen vor, sind jedoch nur klein und in der Form unauffällig. Die Reitweise wirkt ruhig und sachlich, ohne übertriebene Härte. Die Beine sind etwas vorwärts gestreckt, der Sitz ist balanciert, man trabt „leicht“ und sitzt den Galopp aus bzw. geht in einen leichten Sitz. Die Pferde beherrschen fliegende Wechsel und enge Hinterhandwendungen sowie schnelle Stopps.
Sein Sattel ist ebenfalls ein nur in der Maremma übliches Modell, das häufig ohne Sattelbaum auskommt. Mit einem hölzernen Sattelbaum ist der recht schwere, große Sattel als Scarfada bekannt, ohne Sattelbaum wird er Bardella (tolfetana) genannt. Er ist hoch und gepolstert, mit tiefem, geripptem Sitz und sehr hohem Sattelknauf versehen und erinnert entfernt an iberische und maurische Sättel, mit denen er verwandt sein könnte. Man verwendet stets auch Vorderzeug und Schweifriemen. Der Zaum ist einfach und durch eine simple Kandare gekennzeichnet, die jedoch einen typischen, dicken Halfter aus Sisalseil darunter liegen hat, der einen integrierten Führstrick besitzt, an dem geführt und angebunden wird. Dieser Seilhalfter wird auch zum Einreiten verwendet, das in einem Rundkorral vor sich geht und stets mit einem oder zwei erfahrenen Führpferden geschieht, die das Jungpferd begleiten. Oft wird das Jungpferd am Zaun oder zwischen den Führpferden gearbeitet, bis es ruhig geworden ist. Die Pferde sind recht ruhig, sollen aber auch zur Sturheit neigen.
Der Buttero reitet normalerweise das typische Pferd der Maremma, einen Maremmano. Der ist ein kräftiges Pferd von rund 160 cm Stockmaß oder etwas mehr, mit leicht geramstem Profil, kräftigem Hals, einer kräftigen, eher steilen Schulter und einem sehr tragfähigen Rücken. Die Kruppe ist muskulös und leicht abfallend, die Hosen sind gut bemuskelt und die Gelenke derb und trocken. Nur ganz kleine Kötenzöpfe, eher schütterer Schweif, oft doppelte Mähne. Meist Dunkelbraune, Rappen oder Braune mit nur kleinen Abzeichen. Durchschnittliche Gänge, eifriger Schritt, Trab wenig ergiebig aber bequem, runder Galopp; wendig und trittsicher. Furchtlos, ausdauernd und robust, mit viel „Cowsense“. Nur mehr wenige Zuchtbetriebe, außerhalb Italiens wenig bekannt und trotz seiner guten Eigenschaften kaum exportfähig, obwohl dies eine ideale Freizeit-Rasse darstellen würde, die in Optik, Größe und Kaliber dem deutschen Markt entspricht. In den letzten Jahrzehnten kam es immer wieder zur Einkreuzung von englischem Vollblut, um die Rasse etwas sportlicher zu gestalten. Sie dürfte mit iberischen Rassen und dem ausgestorbenen Neapolitano verwandt sein; ähnelt auch dem Murgese aus Apulien, der ein Abbild des Neapolitano sein dürfte.
Die Rinder sind typisch der Podolischen Rassengruppe angehörig und stellen eine attraktive und nützliche Rasse dar. Sie sind grau oder silbergrau, mit langen ausladenden Hörnern in Leierform, die Bullen dunkler und extrem maskulin wirkend. Die Wurzeln sind in den Steppenrindern des Ostens zu suchen, welche über Nordafrika und Iberien oder über die Tiefebene und vom Norden her nach Italien gelangten und dort als Apulier, Chianina, Cinisara, Maremmana, Modicana und Sardo-Modicana sowie Marchigiana verbreitet sind. Bullen ca. 150 cm und 900 kg; Kühe ca. 145 und 600 kg. Der Zuchtverband geht auf 1935 zurück und betreut heute eine wachsende Zahl an Tieren, da sie gut als extensive Fleischrasse und für Mutterkuhhaltung geeignet sind. Früher als Zwei- oder Dreinutzungsrasse bekannt, haben sie eine hohe Malaria-Resistenz und sind extrem fruchtbar und robust. Die Kälber werden rot oder rotbraun geboren und erst später hellgrau.
Besonders in Cisterna di Latina, das sich als Città dei Butteri bezeichnet, wird die Tradition der italienischen Cowboys gepflegt und im Mai und Oktober bei der Merca – einer Art Rodeo – gefeiert. Als Buffalo Bill (William Cody) mit seiner Wildwest-Show durch Europa tourte, soll es in Cisterna zu einem historischen Wettstreit zwischen seinen Cowboys und den Butteri gekommen sein. Man wettete, welche Gruppe schneller Pferde zureiten und Rinder markieren könne. Das Publikum und die anwesenden Experten entschieden für die Butteri, jedoch zahlte Buffalo Bill seine Wettschuld nicht. Seither spricht man wenig respektvoll von ihm und hat keine besondere Meinung von den Cowboys. Heute arbeiten viele Bewohner der Region als „Freizeit-Butteri“ und bewahren die Traditionen; unter ihnen eine ständig wachsende Zahl an Mädchen, die sich ebenbürtig bewähren. Große Sorgen macht der Mangel an Nachwuchs, denn Buttero ist ein gefährlicher und schwerer Beruf, der nur rund 1200 Euro Nettoeinkommen bringt.
Größter Betrieb – mit nur rund einem halben Dutzend Butteri – ist die Azienda Alberese, ein Großbetrieb mit enormen Ländereien im Ausmaß von rund 4600 Hektar und großen Viehherden von rund 500 Tieren. Alberese wurde vor rund 1000 Jahren von Mönchen begründet und ging in den 1970er Jahren in Staatsbesitz über.

## Filme
Dokumentarfilme
- Butteri - Italiens letzte Cowboys (Gli ultimi butteri), 2018
- Die letzten Reiter (Si ruba con gli occhi), 1995